# Swaziland ai Giochi della XXXI Olimpiade
Lo Swaziland ha partecipato ai Giochi della XXXI Olimpiade, che si sono svolti a Rio de Janeiro, Brasile, dal 5 al 21 agosto 2016, con una delegazione di due atleti impegnati nell'atletica leggera. Portabandiera alla cerimonia di apertura è stato il velocista Sibusiso Matsenjwa.
Si è trattato della decima partecipazione di questo paese ai Giochi estivi. Così come nelle precedenti edizioni, non sono state conquistate medaglie.

## Atletica
- 200 m maschili - 1 atleta (Sibusiso Matsenjwa)
- 100 m femminili - 1 atleta (Phumlile Ndzinisa)